# Santa Cruz (Jamaika)
Santa Cruz ist eine jamaikanische Kleinstadt im Süden des Parish Saint Elizabeth im County Cornwall. Im Jahr 2012 hatte Santa Cruz eine Einwohnerzahl von 7877 Menschen. Der Name der Stadt leitet sich von den gleichnamigen Santa Cruz Mountains ab, deren Berge das Panorama der Region bestimmen.

## Geschichte
Santa Cruz war bis in den 1950er Jahren lediglich ein kleines Dorf. Nachdem in den 1950er und 1960er Jahren reiches Vorkommen an Bauxit gefunden wurde, wuchs die Stadt deutlich. Noch immer bekommt man in Santa Cruz den Eindruck eines sich ständig ändernden Stadtbildes.

## Geografie
Santa Cruz befindet sich knapp 15 Kilometer Luftlinie von der Küste entfernt. Nördlich der Stadt verläuft der Braes River. Südwestlich erstrecken sich die gleichnamigen Santa Cruz Mountains, die den Ort vom Meer trennen. Das Gebirge formt am sogenannten Lover's Leap einen 487 Meter hohen Abhang zum Meer hin. 
Direkt an der Stadt gliedert sich die Siedlung Albert Arms. Die nächstgelegenen Ortschaften sind Seven Corners im Süden mit knapp 3 Kilometer Entfernung und das circa 4 Kilometer nördlich gelegene Bybrook. In nächster Nähe gelegen befinden sich viele weitere kleine Ortschaften.

## Infrastruktur
Durch Santa Cruz führt der Highway A2, der zwischen den beiden Parish-Hauptstädten Black River und Mandeville verläuft.
Die Stadt besitzt das längste und am besten ausgebaute Straßennetz von Saint Elizabeth und bildet einer der wichtigsten Verkehrsknotenpunkte an Jamaikas Südküste.

## Wirtschaft
Santa Cruz profitiert besonders vom Abbau von Bauxit. Es werden aber auch andere Minerale und Metalle abgebaut. 
Obwohl Black River die Hauptstadt von Saint Elizabeth bildet, ist Santa Cruz der wirtschaftliche Mittelpunkt und größte Stadt des Parish. Der Ort ist bekannt dafür, dass man dort alle möglichen Güter erwerben kann. Santa Cruz ist die am schnellsten wachsende Stadt in Saint Elizabeth und besitzt eine hohe Anziehungskraft für junge Menschen im Umkreis.
In Santa Cruz befinden sich die bekanntesten Zigarrenhersteller der Insel, deren Plantagen sich nahe der Stadt befinden.

## Schulen
In Santa Cruz befinden sich mehrere Schulen, weiterführende Schulen und Berufsschulen. Besonders zu erwähnen ist dabei die international bekannte St. Elizabeth Technical High School die im Jahr 1958 gegründet und 1961 eröffnet wurde.

## Persönlichkeiten
- Junelle Bromfield (* 1998), Leichtathletin
- Leonardo Ledgister (* 1999), Leichtathlet